# Oryza glaberrima
Oryza glaberrima, även kallat afrikanskt ris, är en gräsart som beskrevs av Ernst Gottlieb von Steudel. Oryza glaberrima ingår i släktet rissläktet, och familjen gräs. Inga underarter finns listade i Catalogue of Life.
Oryza glaberrima, allmänt känt som afrikanskt ris, är en av de två domesticerade risarterna. Det domesticerades och odlades först i Västafrika för cirka 3 000 år sedan. Inom jordbruket har det till stor del ersatts av asiatiskt ris med högre avkastning (O. sativa), och antalet odlade sorter minskar, men det finns fortfarande kvar och utgör uppskattningsvis 20 % av riset som odlas i Västafrika. Det säljs nu sällan på västafrikanska marknader, efter att ha ersatts av asiatiska sorter.
I jämförelse med asiatiskt ris är afrikanskt ris härdigt, skadedjursbeständigt, arbetssnålt och lämpat för en större variation av afrikanska förhållanden. Det beskrivs som mättande med en distinkt nötig smak. Det odlas också av kulturella skäl och är en kulturarvssort i USA efter att ha följt med slavtransporterna från Västafrika.

## Bildgalleri

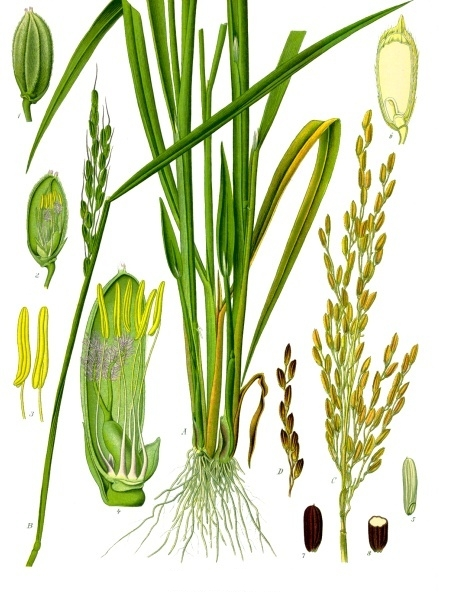
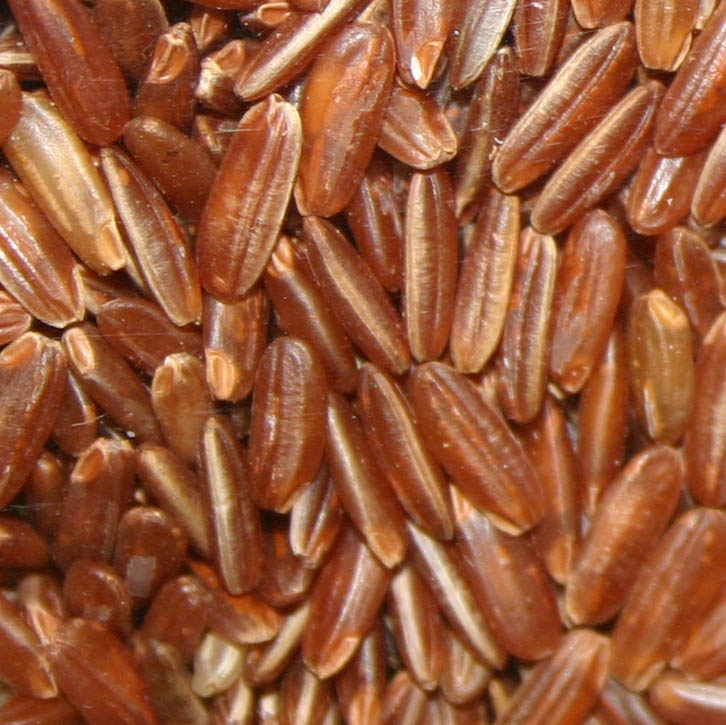
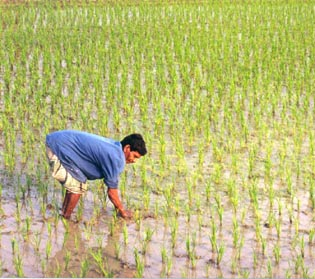
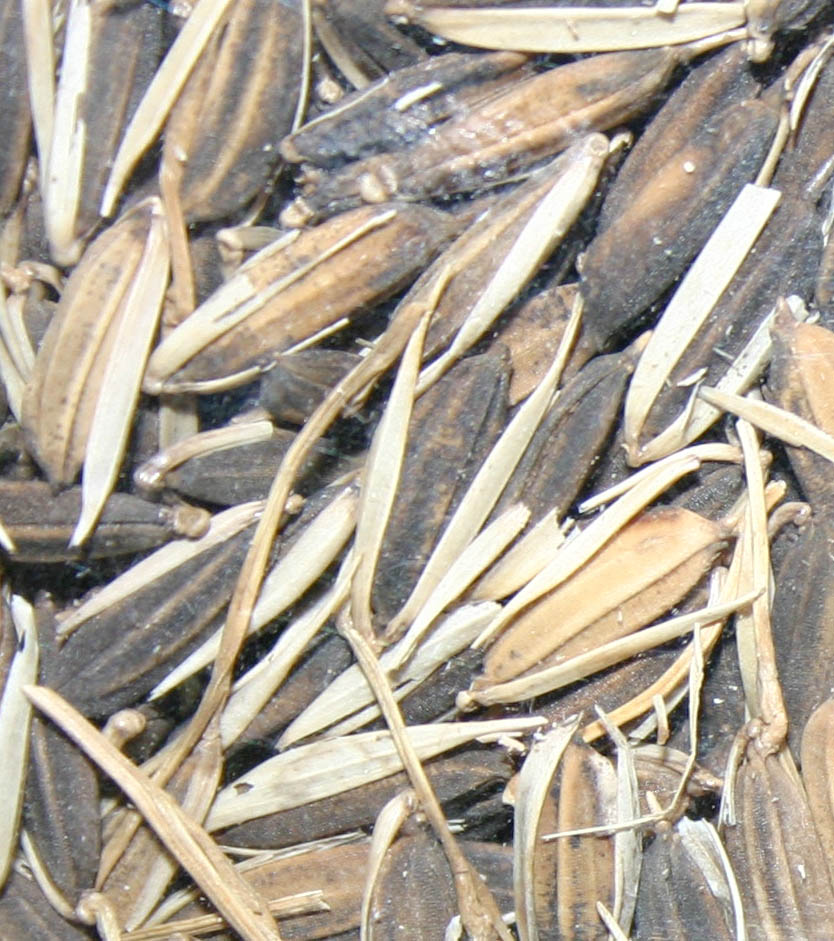